# Bloomingdale (Tennessee)
Bloomingdale è un census-designated place degli Stati Uniti d'America, nella contea di Sullivan, nello stato del Tennessee.
Si trova a nord-est di Kingsport, nei pressi del confine con la Virginia.